# Joe Mboule
Joe Mboule, de son vrai nom Njoh Mboule Ludovic Georges, est un artiste camerounais né le 30 avril 1953 et mort le 11 octobre 2015 à Douala, Cameroun.
Il est l'un des précurseurs du Makossa, un style musical africain originaire de la côte maritime du Cameroun, qui s'est répandu dès les années 70 à toute l'Afrique et dans le monde.
La carrière musicale de Joe Mboule s'étend sur quatre décennies ponctuées par des collaborations avec des artistes musiciens prestigieux tant africains, qu’européens parmi lesquels, le saxophoniste Nicolas Gueret , Toto Guillaume, Penda Dallé, Ndédi Dibango, Charles Lembè, Ebeny Donald Wesley, Aladji Touré , Ndédi Eyango, Conti Bilong, Philippe Guez, Alex Perdigon, Denis Hekimian, Jojo Kuo, Moustick Ambassa, Jacques Bessot , Claude Vamur et Jean-Claude Naimro du groupe Kassav' et bien d’autres.

## Biographie

### Débuts
Joe Mboule est issu d’une famille qui comporte de nombreux artistes, notamment le célèbre chanteur Eboa Lotin, son oncle et Charlotte Mbango, sa cousine. Son père, aiguilleur du ciel dans l'armée française, jouait du violon et du banjo à ses heures perdues et sa mère chantait dans la chorale de son église.
Élève, il interprète déjà ses propres compositions et est influencé par Francis Bebey, Eboa Lotin et Otis Redding.
Joe Mboule commence sa carrière d’artiste en 1972, à l'âge de 19 ans. Il fait irruption sur la scène musicale camerounaise et africaine avec le titre Mpuly Mwa Salamander en 1973, qu’il enregistre avec des copains à Radio Douala. Le titre  Mpuli Mwa Salamander est un cri d’amour qu’un jeune élève adresse à la jeune fille qui fait battre son cœur. Il fait comprendre à cette dernière qu’il l’aime follement mais n’a pas assez de l’argent pour lui acheter des « Salamander » (chaussures compensées à la mode à cette époque).
À la suite de ce succès, il signe avec Safari Ambiance. En 1974, Joe Mboule se rend en Belgique pour poursuivre ses études. Il y obtient le diplôme d’analyste-programmeur.

### Apothéose avecMalabar
C’est après avoir convaincu Colette Maniatakis, la directrice de Safari Ambiance, qu'il obtient carte blanche pour exprimer librement sa créativité. Joe Mboule rentre en studio pour écrire Malabar (Longuè le Ndé Sport). Cet album verra la participation de quelques-uns des membres de ce qui s’appelle à l’époque, l’équipe nationale du Makossa notamment Aladji Touré et Toto Guillaume. Certains enregistraient dans un studio parisien pour la première fois.
Malabar (Longuè lé ndé sport) est plus grand succès musical, vendu à plus de 20 000 exemplaires ; diffusé par Safari Ambiance et disque d’or en 1979.
La presse musicale salue l’artiste qu'elle présente comme un précurseur pour l’époque. Ainsi le magazine Bingo - Numéros 408 à 419 le décrit comme étant : « un chanteur de charme, un musicien au sens propre du terme. Bien que la rythmique reste conventionnelle, ses choix d'instruments et ses arrangements annoncent un vent inhabituel dans la musique ».

### Suite de sa carrière et ses autres engagements
En 1980, il fonde le label Tempo Records  avec lequel il s’autoproduira et produira quelques-uns des jeunes talents de l’époque tels que Ben Decca, Bebey Black et bien d’autres encore.
Joe Mboule est l’auteur de plusieurs titres à succès tels Timba , Osi Linga, Ne Wâ Mbussa, Kwe Mba Dia, Julie, Ebwan na bila, Muna ndo  etc.
Il a une très riche discographie.
En 2010, il a mis sur CD ses anciens succès slows et Makossa sortis sur vinyle il y a 35 ans. Son dernier album sorti en 2012 s’intitule L’Essentiel.
Depuis son retour au Cameroun en 1986, Joe Mboule s'implique entièrement sur la question des droits d'auteurs  et la promotion des artistes francophones au sein de divers organismes tels que le Conseil francophone de la chanson et la Fédération Internationale des Acteurs (FIA).
En effet, il était un précurseur dans la revendication et l’élaboration d’un statut digne pour l’artiste. Dans les années 1980, il crée la Mutuelle des Artistes Camerounais pour défendre les intérêts des artistes camerounais. Il sera par la suite Président du syndicat camerounais des artistes du spectacle puis coordonnateur Afrique de la fédération internationale des artistes interprètes et acteurs. Il assure la promotion et la diffusion des musiques francophones en Afrique au conseil francophone de la chanson en tant que directeur Afrique.
Joe Mboule est l’auteur de quatre 45 tours et d’une dizaine d’albums.

### Fonctions occupées au sein des organismes culturels
- Fondateur et Président de la Mutuelle des Artistes Camerounais (MAC)
- Président du Syndicat Camerounais des Artistes du Spectacle (SCAS)
- Membre de l’Adami (société civile française pour l’administration des droits des artistes, musiciens et interprètes)
- Membre du Comité Électoral de la Fédération Internationale des Artistes interprètes (FIA)
- Fondateur et ex-président Afro FIA
- Ex-Président de la Coalition Camerounaise pour la Diversité Culturelle (CCDC)[12],[13]
- Directeur Afrique du Conseil Francophone de la Chanson.

## Discographie
- 1973 : Aiyo/Mpuly mwa salamander (45 T)
- 1975 : Julie/ison (45 T)
- 1976 : Embe mulema (45 T)
- 1977 : Bana beyaye (45 T)
- 1979 : Malabar (longue le nde sport) (33 T)
- 1981 : Ebwan na bila (33 T)
- 1982 : Muna ndo (33 T)
- 1984 : Osi linga / longuea Cameroun (33 T)
- 1986 : Nouvelle vision /Mélanie (33 T)
- 1991 : Gâteau national (33 T)
- 1996 : La quintessence (33 T)
- 1997 : Licence flarenach (CD)
- 2000 : Best of slow (CD)
- 2010 : Best of makossa et slow (CD 2 vol.)
- 2012 : L’Essentiel (CD)

## Distinctions honorifiques
- Chevalier de l'ordre de la Valeur (2015)
- Chevalier de l'ordre du Mérite camerounais (1997)
- Médaille d’honneur du Travail